# 干洲镇
干洲镇，是中华人民共和国江西省宜春市奉新县下辖的一个乡镇级行政单位。

## 行政区划
干洲镇下辖以下地区：
河南社区、张家村、洪川村、北溪村、长青村、枧下村、溪畔村、前进村、岗上村、南岗村、草坪村、乌岚村、黄溪村、凤凰村、奖坪村、大郭村、石下村、箬溪村、岗前村和三溪村。